# 奥莱格·普雷萨斯
奥莱格·普雷萨斯·雷诺姆（1980年2月2日—），通常稱為奧萊格（Oleguer），是一名前西班牙足球運動員。奧利古亞主要擔任中堅，在效力巴塞隆拿期間亦曾擔任右後衛。
奧利古亞曾效力西甲豪門巴塞隆拿多年。2008年7月29日，奧利古亞轉會至荷甲的阿積士，轉會費3百萬歐元，簽約3年。
他曾就读于萨瓦德尔的Joanot Alisanda学校，并获得巴塞罗那自治大学经济学学位。尽管他从未正式宣布退役，但自2011年夏天起，他便未再参加任何比赛，当时他31岁，与阿贾克斯的球员合同已经到期。
他倾向于左翼独立主义，在职业生涯中从未掩饰自己的政治立场，并将部分收入用于资助捍卫加泰罗尼亚语的项目，如La Bressola (和利利安·图拉姆一起)和Escola Valenciana。2005年，他拒绝了西班牙国家队的征召，因为他认为自己不受代表。 2007年，Kelme因他谴责巴斯克囚犯伊尼亚基·德·胡安·查奥斯的不人道待遇而撤销了对他的赞助。

## 榮譽
- 巴塞隆拿：
  - 歐洲冠軍聯賽：2005-06
  - 西甲：2004-05、2005-06
  - 西班牙超級盃：2005, 2006

## 足球生涯
奥莱格在家乡的CD Lepanto开始了他的足球生涯，随后加盟了位于圣阿德里亚·德尔·贝索斯的Club Esportiu Sant Gabriel。
1998-99赛季，他转会到联合体育俱乐部格拉梅内特B队，并在该队效力了一季后晋升至一线队。在圣科洛马·德·格拉梅内特队，他为晋升到西乙联赛奋斗了两个赛季，分别是1999-00和2000-01赛季。来自格拉梅内特，他在2001-2002赛季加入了巴塞罗那足球俱乐部的二队，当时年仅21岁。次赛季，教练路易斯·范加尔让他在2002年乔安·甘佩杯对阵贝尔格莱德红星的比赛中首次亮相一线队。[6] 在巴萨一线队，他稳固地占据了防线核心的位置，并不时出任右后卫。然而，他作为巴萨球员的正式比赛首秀发生在2002-2003赛季的11月13日，在主场进行的一场欧冠比赛中，他在第86分钟替换了弗兰克·德·博尔上场，比赛对阵加拉塔萨雷体育俱乐部。
在2002-03赛季和2003-04赛季，奥莱格尔在巴塞罗那B队和一线队之间轮换出场。尽管从2003-04赛季的1月开始，他几乎完全作为一线队球员参加比赛，并获得了教练弗兰克·里杰卡尔德的信任。在2004-05赛季，他总共参加了36场联赛和7场欧洲冠军联赛比赛，正是在这个赛季，2005年4月24日，他在马拉加的比赛中打入了他作为巴塞罗那球员的唯一进球，打进了巴萨当天的四个进球中的第一个。那一年，他赢得了他的第一个联赛冠军。在接下来的2005-06赛季，他参加了33场联赛、11场欧洲冠军联赛和4场国王杯比赛，彻底巩固了自己在巴萨防线上的位置。那一年，他赢得了第二个联赛冠军，也赢得了在巴黎对阵阿森纳的欧洲冠军联赛（1-2），在那场比赛中，奥莱格尔首发并在赛后举起红色的加泰罗尼亚旗庆祝胜利。2005年，奥莱格尔拒绝为当时由路易斯·阿拉贡内斯执教的西班牙国家队效力，因为他认为“西班牙队不能代表他，让他感到反感”。
他在巴萨的最后一个赛季是2007-08赛季，由于左手第三掌骨的伤势，使他休养了超过三个月，再加上意大利国脚詹卢卡·赞布罗塔的加盟，他在球队的贡献显著减少。 同年夏天，Oleguer以接近三百万欧元的转会费加盟了阿姆斯特丹的阿贾克斯。
专注和稳重是奥莱格的两大优点。他在防守对方前锋时非常犀利，凭借身高，他在空中作战中也表现突出。尽管他通常不从后场传球组织进攻，但他也会与中场球员配合，从后方组织控制球权。他出色的工作能力和防守时合理占位的智慧使他成为了一名重要的球员。他的参与逐渐增加。意识到自己的优点和局限性，他常与卡莱斯·普约尔并肩踢中卫，或根据球队需要担任边后卫。

## 外部連結
- 阿積士 奧利古亞檔案
- BDFutbol 奧利古亞檔案（页面存档备份，存于）